# جنگ گوریو–خیتان (مجموعه تلویزیونی)
جنگ گوریو–خیتان (کره‌ای: 고려 거란 전쟁) یک مجموعه تلویزیونی کره جنوبی سال ۲۰۲۳ با بازی چوی سو جونگ، کیم دونگ جون و جی سونگ هیون است. این مجموعه از ۱۱ نوامبر ۲۰۲۳ تا ۱۰ مارس ۲۰۲۴ روزهای شنبه و یکشنبه ساعت ۲۰:۲۵ (کی‌اس‌تی) از کی‌بی‌اس۲ پخش شد.

## خلاصه داستان
جنگ گوریو–خیتان داستان پادشاه گوریو هیون جونگ (کیم دونگ جون) به همراه مربی سیاسی پادشاه و فرمانده کل او گانگ گام چان (چوی سو جونگ) را روایت می‌کند که تلاش می‌کنند تا مردم گوریو را متحد و جنگی را علیه خیتان‌ها رهبری کنند. 

## بازیگران

### اصلی
- چوی سو جونگ در نقش گانگ گام چان[۴]
- کیم دونگ جون در نقش پادشاه هیون جونگ از گوریو[۵]
- جی سونگ هیون در نقش یانگ گیو[۶]
- لی وون جونگ در نقش گانگ جو